# Едвард Багналл Поултон
Сер Едвард Багналл Поултон, FRS HFRSE, FLS (англ. Edward Bagnall Poulton, 27 січня 1856 — 20 листопада 1943) — британський еволюційний біолог, відданий прихильник теорії природного відбору протягом періоду, коли багато вчених, таких як Реджинальд Пуннетт ставили її під сумнів. Він ввів термін «симпатрія» для еволюції видів, а у своїй книзі «Забарвлення тварин» (1890) першим визнав частотно-залежний відбір. Поултон також відомий своєю новаторськими роботами з вивчення забарвлення тварин. Йому приписують винайдення терміну «апосематизм» для попереджувального забарвлення, а також відомі його експерименти із «захисним забарвленням» (камуфляж). 1893 року Поултон став професором зоології в Оксфордському університеті.

## Біографія
Едвард Поултон народився в Редінгу, графство Беркшир, 27 січня 1856 року в сім'ї архітектора Вільяма Форда Поултона та його дружини Джорджини Сабріни Багналл. Він здобув освіту в школі Оклі Хаус у Редінгу.
Між 1873 і 1876 роками Поултон навчався в Коледжі Ісуса в Оксфорді під керівництвом Джорджа Роллстона та антидарвіністського ентомолога Джона Обадії Вествуда і закінчив його, отримавши свою першу наукову ступінь з природничих наук. Він підтримував безперервний зв'язок з коледжем протягом сімдесяти років як учений, викладач і дійсний член (призначений на стипендію в 1898 році) аж до своєї смерті. Він був щедрим благодійником Коледжу Ісуса, серед інших пожертвувань надав коледжу срібло для Високого столу та реконструкції Старої бурси.
У 1935 році він був посвячений у лицарі королем Георгом V. Едвард Поултон помер в Оксфорді 20 листопада 1943 року.

## Кар'єра
Протягом усієї своєї кар'єри Поултон був дарвіністом, вірячи в природний відбір як головну силу еволюції. Він не тільки захоплювався Чарлзом Дарвіном, але й захищав батька неодарвінізму Августа Вайсмана. Поултон входив до групи біологів, які першими переклали роботи Вайсмана англійською мовою, і він захищав ідею Вайсмана про безперервність зародкової плазми. Під час здійснення цих перекладів він зазначив, що останні дослідження зменшили або, можливо, повністю відкинули роль набутих ознак (ламаркізм) у видоутворенні.

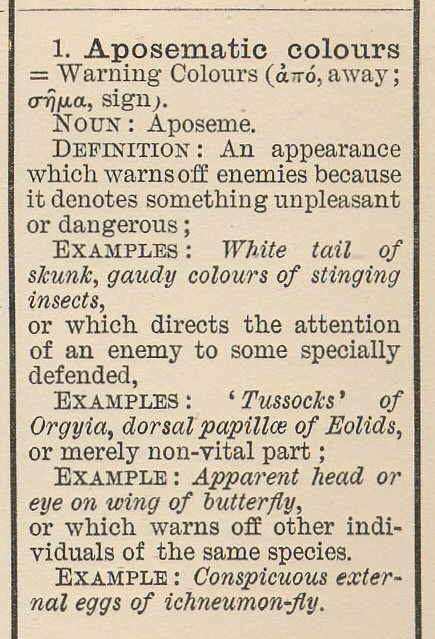
Перше видання «Забарвленя тварин», 1890 р., ввело набір нових термінів для забарвлення тварин, включаючи "апосематизи".

Його книга 1890 року «Кольори тварин» вперше ввела поняття частотно-залежного відбору та апосематичного забарвлення, а також підтримала тоді непопулярні теорії Дарвіна про природний і статевий відбір. Поултон провів низку експериментів із забарвленням поліморфних гусениць, щоб перевірити впливають на їх зміну кольору їжа, колір оточення або інші фактори. Він зміг показати, що гусениці чутливі до фонових кольорів і що вони могли оцінити їх, навіть коли вони були сліпими, і був одним з перших, хто запропонував екстраокулярну фоторецепцію.
Поултон поповнив ентомологічні колекції Хоупа своїми польовими трофеями, що принесло йому прізвисько «Bag-all» Поултон. Багато екземплярів не оброблені та зберігаються в банках для печива (можливо, придбаних через печиво Huntley & Palmer, що належить родині його дружини).
У своїй книзі 1896 року «Чарльз Дарвін і теорія природного відбору» Поултон описав «Походження видів» як «безумовно найзначнішу роботу», яку бачили біологічні науки. Критики природного відбору, стверджував Поултон, не знайшли часу, щоб зрозуміти це. Це оцінка, яка сьогодні поширена набагато ширше, ніж тоді, під час так званого затьмарення дарвінізму. Тогочасне незнання механізму передачі спадковості заважало повному розумінню механізму еволюції.
У 1897 році Поултон опитував членів під час зустрічей Ентомологічного товариства Лондона. Він виявив, що багато хто сумнівається в селекційному походженні мімікрії. З тих, кого він запитав, лише троє повністю підтримали мімікрію Бейтса та мімікрію Мюллера. Інші сумнівалися в неїстівності/несмачності моделей (деякі дослідники навіть проводили смакові тести!) або не були впевнені, що птахи є ефективними селективними агентами. Зовнішні та внутрішні сили залишалися популярною альтернативою природному відбору.

### Прихід генетики
Повторне відкриття роботи Менделя заповнило критичну прогалину в теорії еволюції, але спочатку це не усвідомлювалося, і багато хто вважав, що це суперечить селекції.  Між Поултоном і Реджинальдом Пуннеттом, одним із учнів Вільяма Бетсона та першим професором генетики в Оксфорді, відбулася довга суперечка. Пуннетт в своїй книзі Мімікрія у метеликів (1915) відкидав відбір як основну причину мімікрії. Він зазначив:
1. Відсутність перехідних форм і часта відсутність мімікрії у самців метеликів не пояснювалися селекційною теорією.
2. Загадка поліморфної мімікрії. Деякі види метеликів імітували не одну, а кілька моделей. У селекційних експериментах ці поліморфи чітко відокремлювалися відповідно до закону сегрегації Менделя .
3. Доказів того, що птахи є селективними агентами, було мало, і мало було відомо про дискримінаційну здатність птахів, і
4. Поступове накопичення найменших варіацій не узгоджувалося (на його думку) з фактами спадковості.

Для Паннетта жодне з цих спостережень не пояснюється поступовим селекціонізмом. Натомість він вважав, що мімікрія виникла внаслідок раптових мутаційних стрибків (сальтацій). Як тільки мімікрійний камуфляж був сформований мутацією, природний відбір може відігравати консервативну роль.

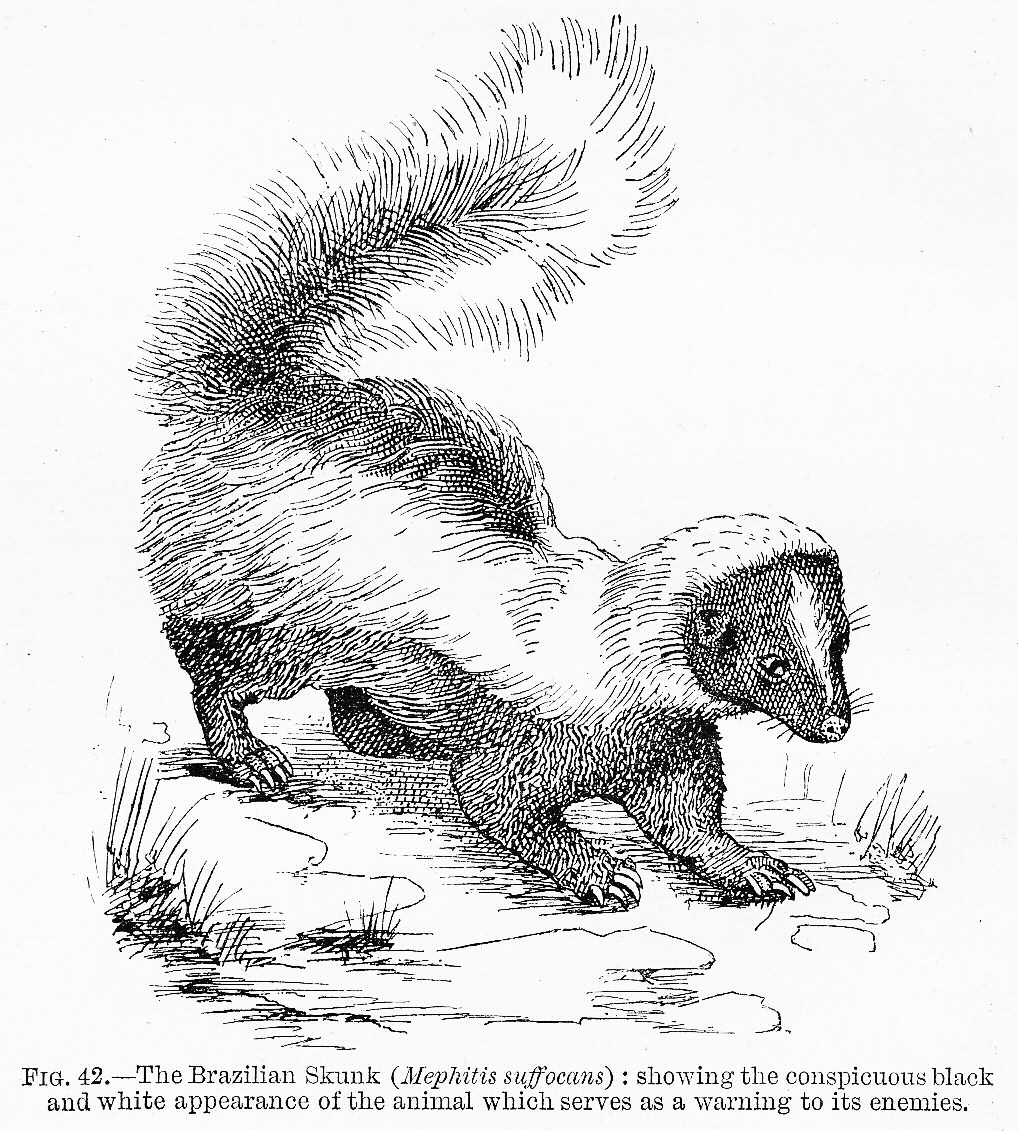
Попереджувальне забарвлення «бразильського скунса» в «Кольорах тварин» : Поултон ввів у книзі термін «апосематизм».

Проте одне за одним було показано, що кожне з цих заперечень є безпідставним. Докази польових спостережень і експериментів показали, що птахи часто були агентами відбору комах.  Докази того, що невеликі мутації були поширеними, з'явилися, як тільки були розроблені селекційні експерименти для їх виявлення: саме завдяки експериментальним методам ранні мутації були такими примітними. Пояснення поліморфізму висунули Е. Б. Форд, українсько-американський еволюціонист та генетик Теодосій Добржанський та їхні колеги, які розробили експериментальні методи для популяцій у дикій природі.
Поступове зближення польових спостережень і експериментальної генетики є частиною сучасної синтетичної теорії еволюції, яка народилась в середині XX століття. Як стало загальновизнаним, мутації збільшують кількість спадкових варіацій у популяції, а селекція — це те, як біологи описують диференціальну життєздатність цих варіантів. Бачення Поултона виявилось набагато ближчим до сучасного погляду на еволюцію, хоча Паннетт поставив важливі питання.
Президентська промова Пултона до Британської асоціації в 1937 році у віці 81 року оглянула історію еволюційної думки. Він заявив, що робота Дж. Б. С. Холдейна, Р. А. Фішера та Джуліана Хакслі була життєво важливою для показу зв'язків між менделізмом і природним відбором. Спостереження та експерименти багатьох біологів «надзвичайно зміцнили та підтвердили» дослідження мімікрії та попереджувальних кольорів піонерів, таких як Бейтс, Воллес, Мельдола, Трімен і Мюллер.

## Сім'я

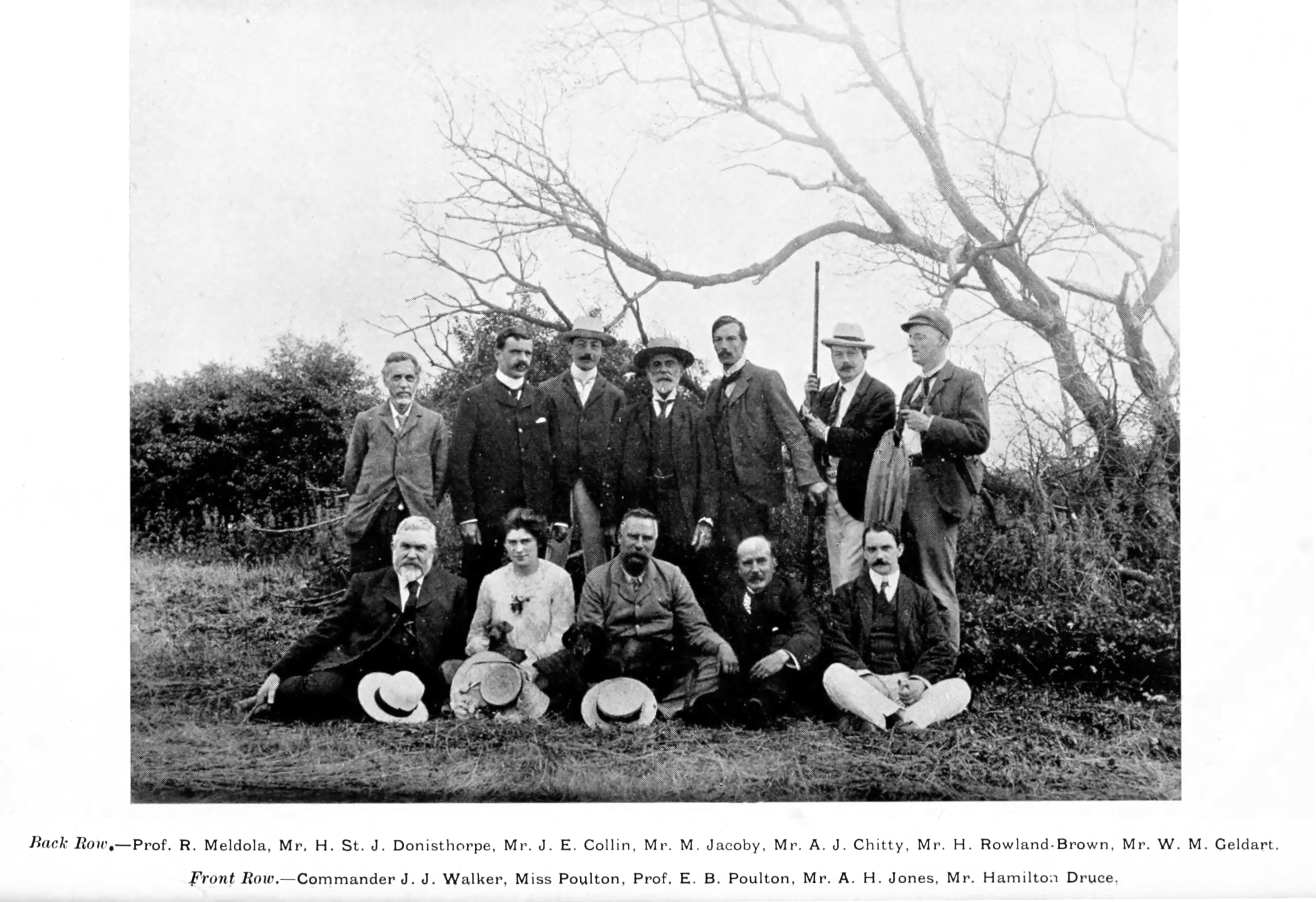
Поултон з Ентомологічним товариством у 1904 році (сидить, у центрі)

Поултон жив зі своєю родиною на 56 Banbury Road у Північному Оксфорді, у великому вікторіанському готичному будинку, який побудували 1866 року за проєктом Джона Гіббса.
У 1881 році він одружився з Емілі Палмер (пом. 1939), дочкою Джорджа Палмера, члена парламенту від Редінга та голови кондитирської компанії Хантлі та Палмер. У них було п'ятеро дітей, троє з яких померли до 1919 року. Їхній старший син доктор Едвард Палмер Поултон з лікарні Гая помер у 1939 році, тобто сера Едварда пережила лише його донька Маргарет Люсі (1887—1965), дружина з доктором Максвелла Гарнетта. Син Поултона Рональд Поултон-Палмер грав у міжнародне регбі за Англію і загинув у травні 1915 року під час Першої світової війни. Його перша донька Хільда вийшла заміж за доктора Ернеста Ейнслі-Вокера і померла в 1917 році. Його молодша донька Джанет Палмер вийшла заміж за Чарльза Саймондса в 1915 році і померла в 1919 році

## Спадщина
Поултона пам'ятають як одного з перших авторів концепції біологічних видів. За словами Ернста Майра, Поултон винайшов термін «симпатричний» стосовно виду, а також він винайшов термін «апосематизм» для попереджувального забарвлення.
Поултон разом із Джуліаном Хакслі, Дж. Б. С. Холдейном, Р. А. Фішером і Е. Б. Фордом пропагували ідею природного відбору протягом багатьох років, коли вона піддавалась критиці та нападам.
Наступником Пултона на посаді професора ентомології Хоупа в Оксфордському університеті став Г. Д. Хейл Карпентер, який обіймав її з 1933 по 1948 рік.

## Опубліковані праці
Поултон мав понад 200 публікацій за шістдесят років.
- 1890 рік. Кольори тварин: їх значення та використання, особливо відносно комах. Кеган Пол, Лондон.
- 1896 рік. Чарльз Дарвін і теорія природного відбору. Касселл, Лондон.
- 1904 рік. Що таке вид? (Президентське звернення до Ентомологічного товариства Лондона, січень 1904 р.) Proc. Ent. Соц. Лонд. 1903 рік .
- 1908 рік. Нариси еволюції. Лондон, Касселл.
- 1909 рік. Чарльз Дарвін і походження видів; адреси тощо в Америці та Англії в рік двох річниць[31]
- 1915 рік. Наука і Велика війна: Романська лекція для 1915 Clarendon Press, Оксфорд.

## Нагороди та відзнаки
- Член Королівського товариства в червні 1889 р.[7][32]
- Президент Ліннеївського товариства (1912—1916)
- Медаль Королівського товариства Дарвіна в 1914 році
- Медаль Ліннея Товариства Ліннея в 1922 році.
- Посвячений у лицарі в 1935 р.
- Президент Британської асоціації сприяння розвитку науки з 1937 року.